# یواس‌اس مین (بی‌بی-۱۰)
یواس‌اس مین (بی‌بی-۱۰) (به انگلیسی: USS Maine (BB-10)) یک کشتی بود. این کشتی در سال ۱۹۰۱ ساخته شد.